# GeoEcoMar

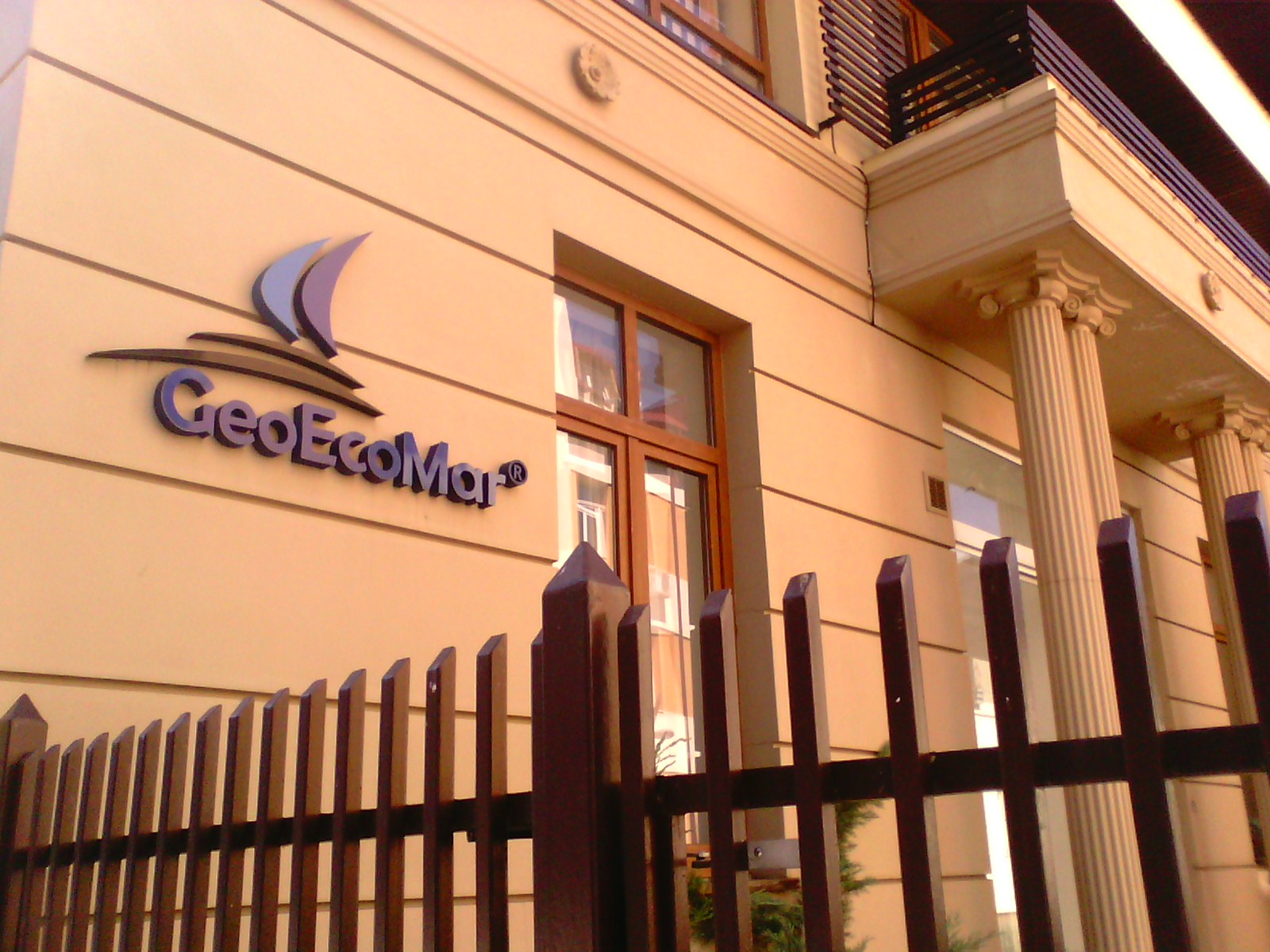
Sigla Institutului de geologie și geoecologie GeoEcoMar

GeoEcoMar (Institutul Național de Cercetare-Dezvoltare pentru Geologie și Geoecologie Marină) este un institut român de cercetare înființat în anul 1993. Inițial, purta numele de Centrul Român de Geologie și Geoecologie Marină. Are sediul central în București și în Constanța, unde se află centrul operațional. Primul director general a fost academician doctor Nicolae Panin, actualmente consilier al actualului director, dr. ing. Gheorghe Oaie.

## Programe de cercetare
GeoEcoMar a inițiat ori s-a implicat în programe europene de cercetare a macrosistemelor ecologice fluviu-deltă-mare. A efectuat, de asemenea, cercetări asupra eroziunii costiere și remedierea acesteia. Participă la programele europene de monitorizare antihazarde a Mării Negre. Studiază evoluția litoralului, managementul ecosistemelor, efectele ecologice ale scăderii dramatice a sedimentelor din cauza barajelor din amonte, dar și impactul tehnologiei asupra mediului. Proiectele au propulsat institutul în elita cercetării europene. Din anul 1996, institutul a devenit institut de importanță națională.

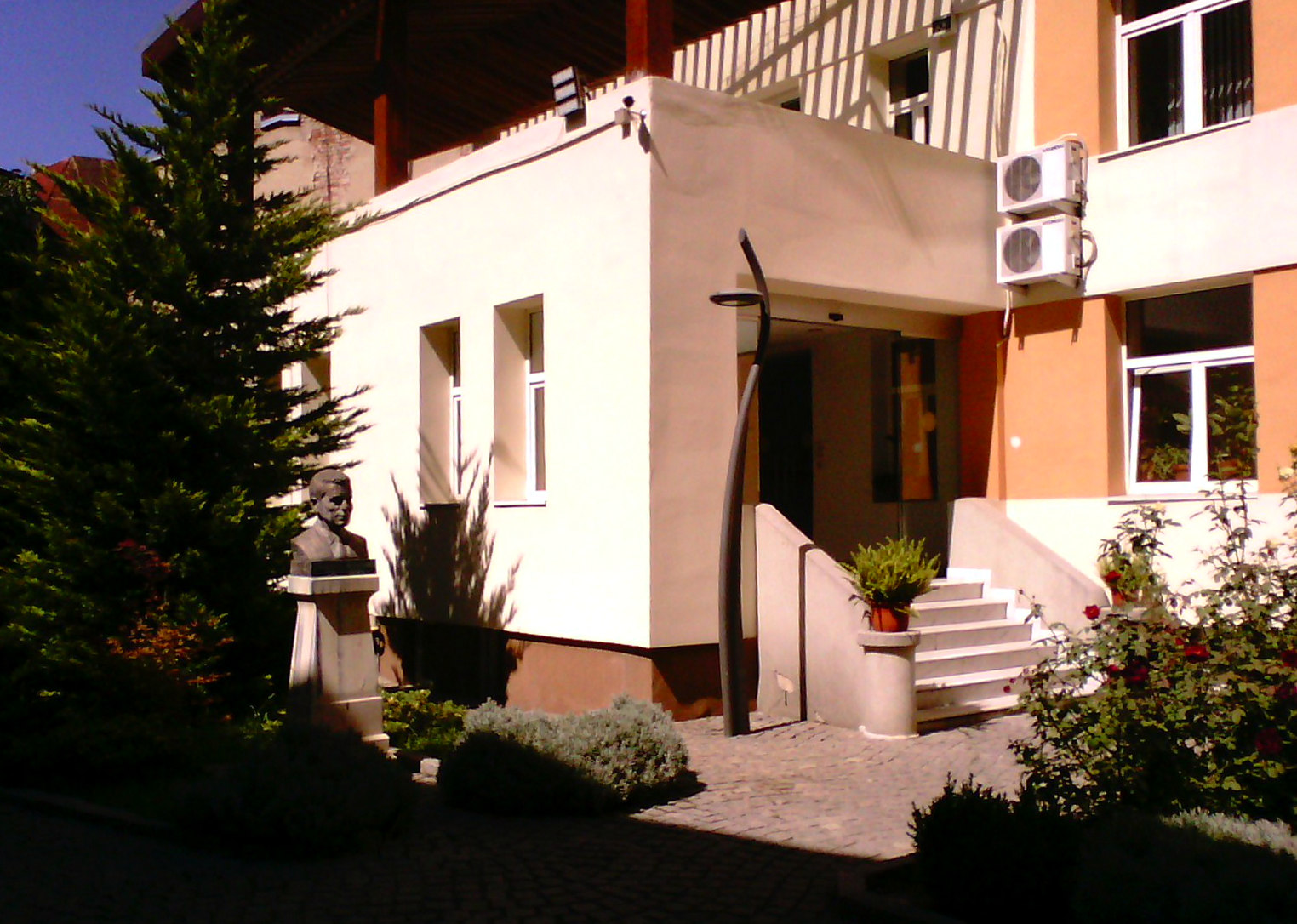
Clădirea Institutului Național de Cercetare-Dezvoltare GeoEcoMar

În cadrul programului HERAS Common Deliverables. Institutul a inițiat în toamna lui 2014  alături de Muzeul de Istorie Națională și Arheologie Constanța, Institutul de Oceanologie Varna, Bulgaria, Muzeul Orașului Kavarna-Bulgaria și ONG-ul Respiro Underwater Research Society din Constanța o vastă operațiune de cartare a fundului de mare între Constanța și Capul Caliacra pentru a realiza o baza de date referitoare la cele mai importante zone ale patrimoniului cultural submarin comun.
Alte programe au ca parteneri  Institut français de recherche pour l'exploitation de la mer (IFREMER), Avalon Institute of Applied Science (Canada), European Centre for Information on Marine Science and Technology (EUROCEAN), Agenția Europeană de Mediu și mulți alții.
Din 1996, INCD GeoEcoMar a fost autorizat de MMDD pentru elaborarea de studii de impact si bilanturi de mediu. Începând cu anul 2006 institutul este certificat ISO 9001 pentru activitatea de cercetare desfășurată în domeniul geologiei, geoecologiei și geofizicii, de Lloyd’s Register Quality Assurance (Romania) in conformitate cu ISO 9001:2008 și SR EN ISO 9001:2008. Datorită performanțelor a primit statutul de centru european de excelență (Euro-EcoGeoCentre Romania).

## Flota GeoEcoMar
Cercetările sunt întreprinse cu ajutorul celor mai mari nave de cercetare de pe Dunăre și Marea Neagră. Mare Nigrum, navă pentru cercetări interdisciplinare, este lungă de 82 m, are pescajul de 5 m și o capacitate de deplasamente de 3200 t, Istros are o lungime de 32m,  pescaj de 1,25 m și un deplasament de 125 t  iar Halmyris este un ponton laborator cu lung de 32 m, cu un pescaj de 0,60m și o capacitate de deplasament de 90 t.  Navele au săli de conferință, sunt dotate cu laboratoare de tomografie, hidrologie, biologie, geofizică etc. Au echipamente batimetrice, gravimetrice, carotiere și sisteme de comunicații prin satelit.  